# Љубав и смрт (мини-серија)
Љубав и смрт (енгл. Love & Death) америчка је телевизијска мини-серија за HBO Max. Режију потписује Лесли Линка Глатер, по сценарију Дејвида Е. Келија, док главну улогу тумачи Елизабет Олсен. Премијера је приказана 27. априла 2023. године.

## Премиса
Темељи се на истинитој причи која се догодила у Вајлију о домаћици Кенди Монтгомери, која је 1980. године оптужена за брутално убиство секиром своје пријатељице Бети Гор.

## Улоге
| Глумац              | Улога             |
| ------------------- | ----------------- |
| Елизабет Олсен      | Кенди Монтгомери  |
| Џеси Племонс        | Алан Гор          |
| Лили Рејб           | Бети Гор          |
| Патрик Фаџит        | Пет Монтгомери    |
| Кристен Ритер       | Шери Клеклер      |
| Том Пелфри          | Дон Краудер       |
| Елизабет Марвел     | Џеки Пондер       |
| Кир Гилкрист        | Рон Адамс         |
| Амели Далимор       | Џенит Монтгомери  |
| Лијам Пилеџи        | Ијан Монтгомери   |
| Харпер Хит          | Алиса Гор         |
| Оливија Еплгејт     | Керол Краудер     |
| Џенифер Неала Пејџ  | Бети Хафејнс      |
| Кира Позел          | Елејн Вилијамс    |
| Бони Гејл Спаркс    | Џо Ен Гарлингтон  |
| Арон Џеј Роум       | Ричард Гарлингтон |
| Сара Берк           | Барбара Грин      |
| Ричард К. Џоунс     | Том Клеклер       |
| Бет Бродерик        | Берта Померој     |
| Метју Поузи         | Боб Померој       |
| Фабиола Андухар     | Мери Адамс        |
| Брајан д’Арси Џејмс | Гред Фејсон       |
| Макензи Астин       | Том О’Конел       |
| Адам Кропер         | Роберт Удашен     |
| Брус Макгил         | Том Рајан         |
| Дру Вотерс          | Џери Мејхан       |
| Сандеј Дејнџерстоун | Тина Грант        |

## Епизоде
| Бр. еп. | Наслов | Редитељ            | Сценариста     | Премијера       |
| ------- | ------ | ------------------ | -------------- | --------------- |
| 1       |        | Лесли Линка Глатер | Дејвид Е. Кели | 27. април 2023. |
| 2       |        | Лесли Линка Глатер | Дејвид Е. Кели | 27. април 2023. |
| 3       |        | Лесли Линка Глатер | Дејвид Е. Кели | 27. април 2023. |
| 4       |        | Лесли Линка Глатер | Дејвид Е. Кели | 4. мај 2023.    |
| 5       |        | Кларк Џонсон       | Дејвид Е. Кели | 11. мај 2023.   |
| 6       |        | Кларк Џонсон       | Дејвид Е. Кели | 18. мај 2023.   |
| 7       |        | Лесли Линка Глатер | Дејвид Е. Кели | 25. мај 2023.   |